# 溪湖車站
溪湖車站是位於臺灣彰化縣溪湖鎮彰水路上臺灣糖業鐵路車車站，有鹿港線、員林線、王功線/王功複線等路線行經。

## 營運概略
溪湖車站是聯絡員林車站、鹿港鎮、溪州鄉的重要車站。
1922年2月3日，工場前駅開業。
1935年，改稱溪湖駅（戰後改稱溪湖站）。
1945年到1958年是溪湖車站客運業務的全盛時期。
1953到1954年間溪湖車站每日班車可達60餘班次，客貨運混合列車每日2班次，可載運60人的汽油客車每日6到7班次。
1968年以後因為公路運輸發達而使客貨運量皆下滑。
1975年，員林線和鹿港線客貨運輸業務停止辦理。
1997年，員林線廢止。
2002年7月，溪湖糖廠觀光列車開始行駛，從溪湖車站開往王功複線糖鐵濁水旗（濁水）站。
2010年10月8日：溪湖車站以「溪湖糖廠五分車站」名稱登錄彰化縣歷史建築。
2015年，整修木造結構。

## 構造設施
其站房為建造於臺灣日治時期之木造站房，站內有一岸式月臺和兩島式月臺，共五個股道；其部分股道是軌距1067mm和762mm路線並存的三線區間。為今彰化縣歷史十景之一。

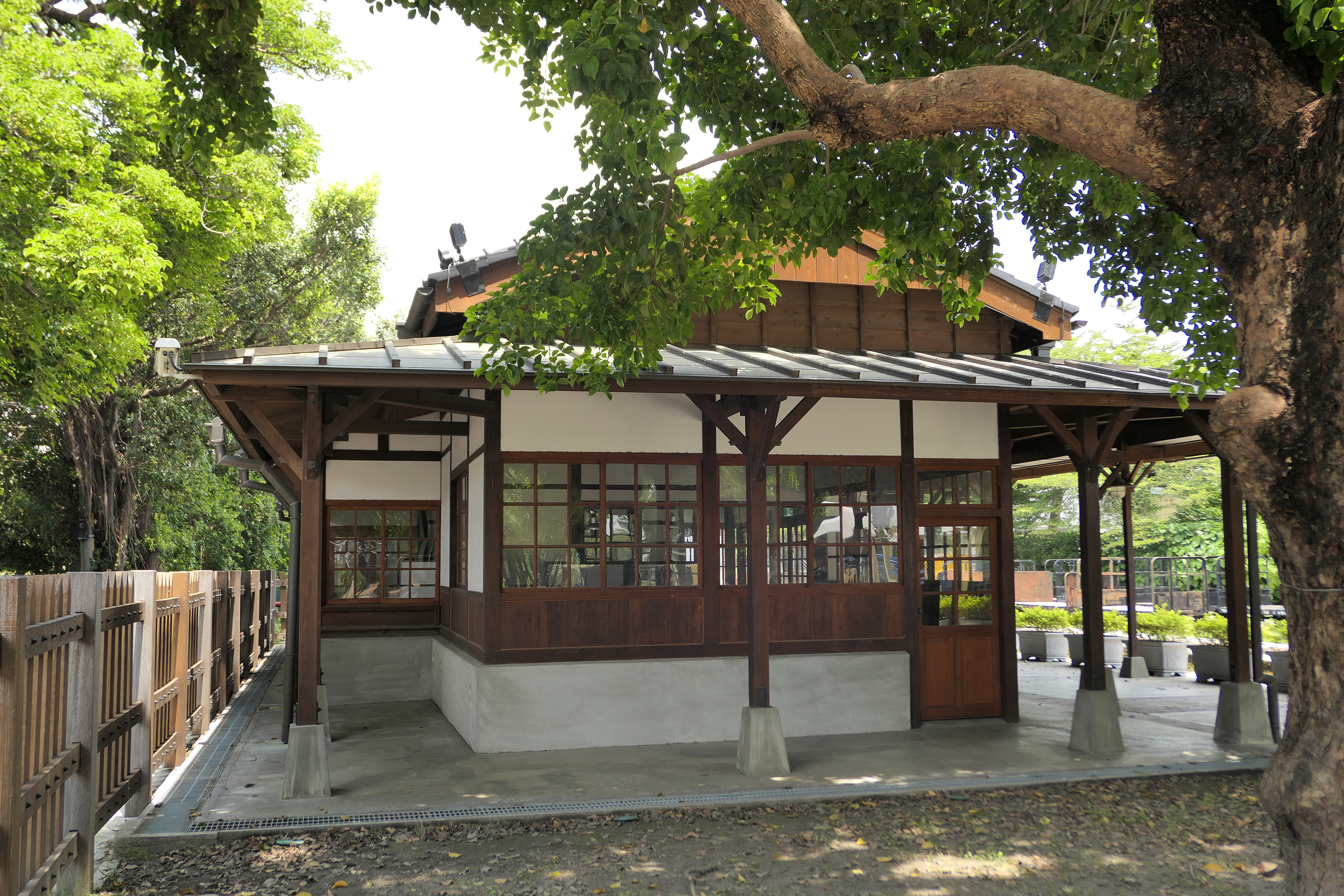
溪湖車站站房南側
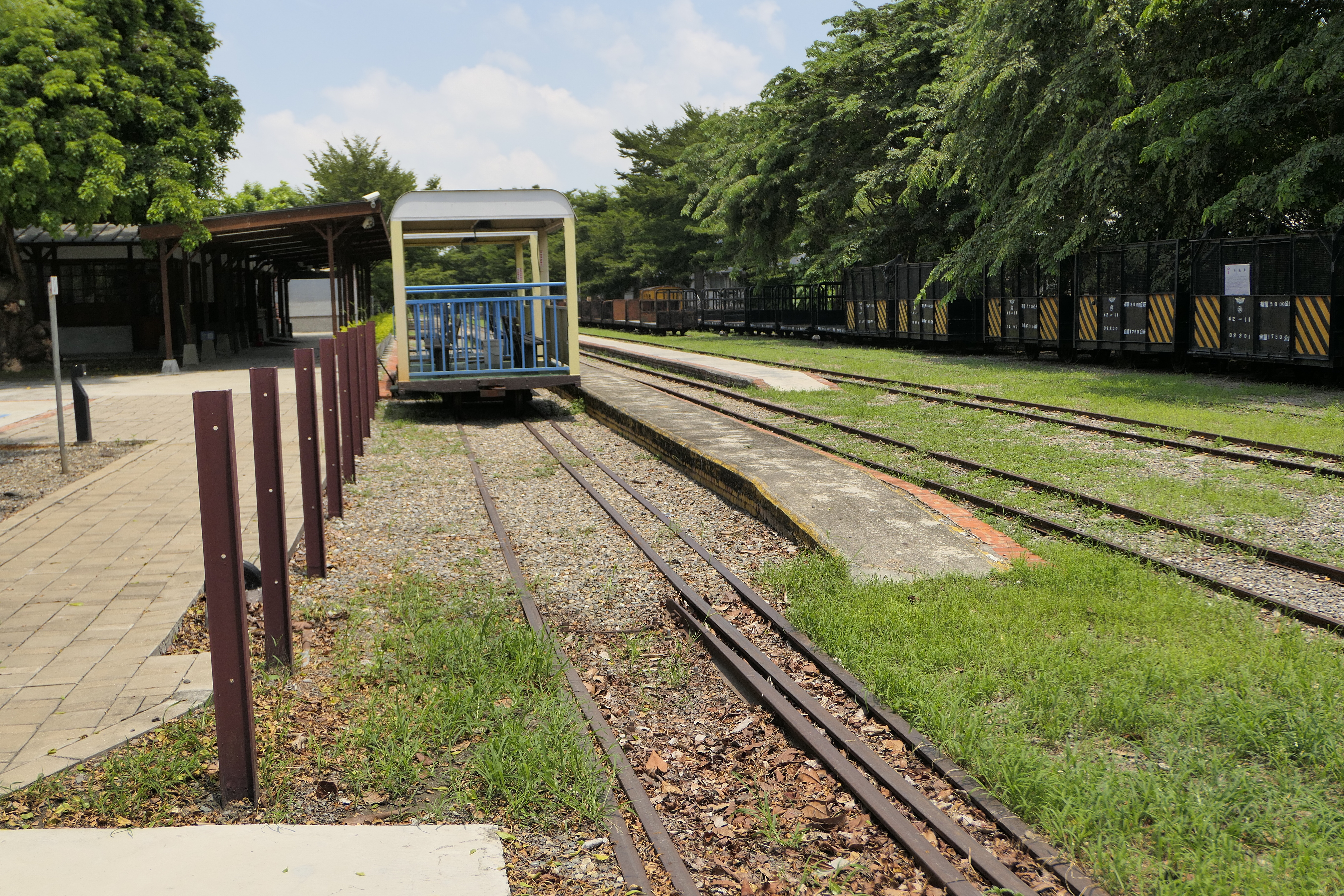
自南邊拍攝的月臺與軌道
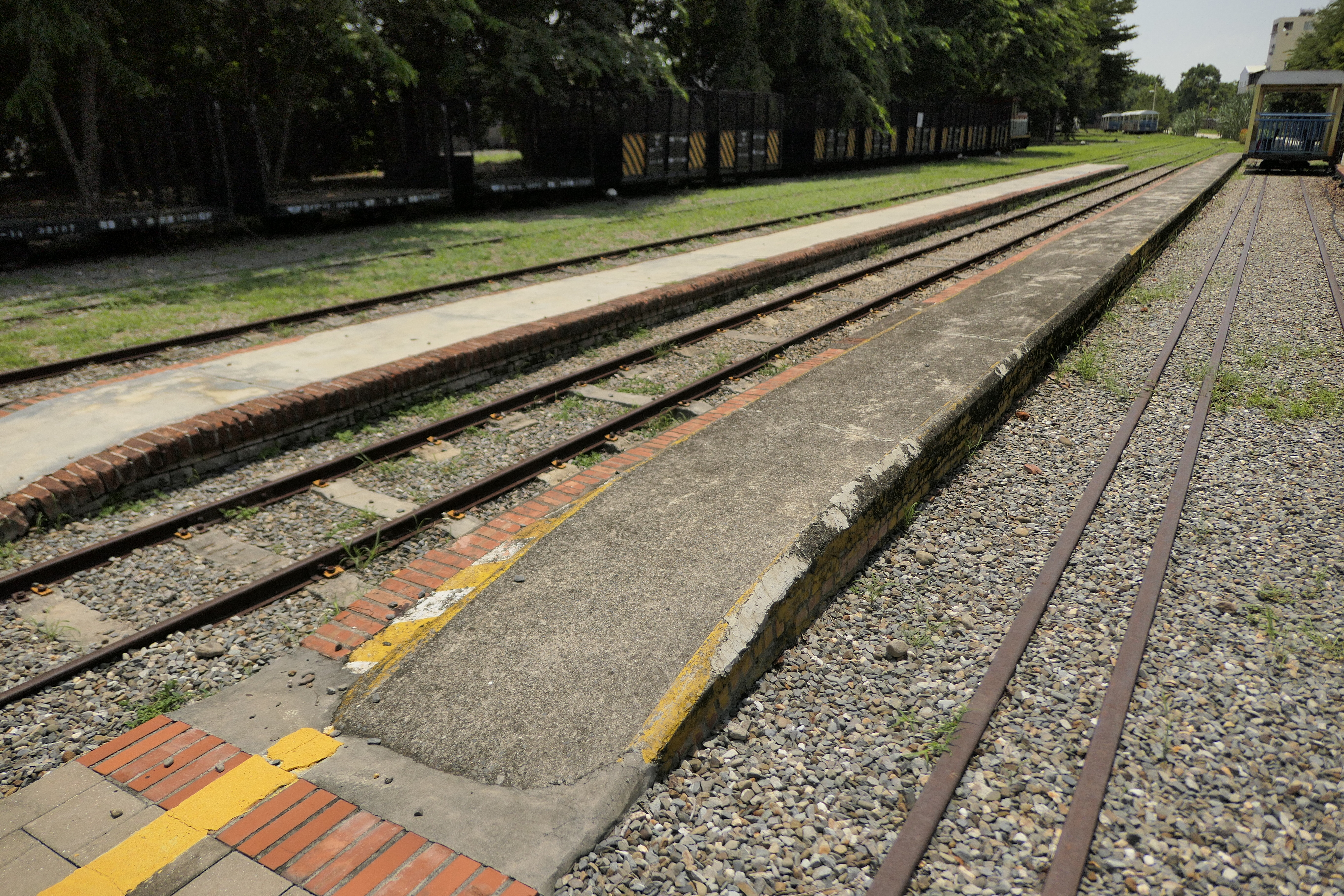
自北邊拍攝的月臺與軌道

## 車站周邊
- 溪湖糖廠
- 彰化縣立溪湖國民中學
- 彰化縣溪湖鎮溪湖國民小學
- 臺19線

## 鄰近車站
- 現行營運模式

- 廢止營運模式

## 外部連結
- 溪湖糖廠員林線溪湖車站
- 溪湖站（看橋工房）
- 彰化溪湖五分車車站（页面存档备份，存于）
- 溪湖糖廠鐵道分布圖（看橋工房）（页面存档备份，存于）

23°57′14.5″N 120°28′56″E / 23.954028°N 120.48222°E